# Джессіка Абер
Джессіка Діана Абер (англ. Jessica Diane Aber; 9 вересня 1981, Волнат-Крік, Каліфорнія — 22 березня 2025, Александрія, Вірджинія, США) — американська юристка. 2021-2025 року, за президента Джо Байдена, була федеральним прокурором Східного округу Вірджинії, була членом Демократичної партії, була відома розслідуваннями витоків даних у ЦРУ, шахрайства росіян та військових злочинів в Україні.

## Біографія
Народилася у Волнат-Крік, Каліфорнія. Виросла у Вірджинії. 2003 року закінчила Ричмондський університет зі ступенем бакалавра мистецтв з відзнакою magna cum laude, через три роки здобула ступінь доктора юриспруденції у школі права Коледжу Вільгельма і Марії.
Почала свою юридичну кар'єру юридичним клерком у тодішнього магістрату Федерального окружного суду Східного округу Вірджинії Марі Ганни Лаук, пропрацювала на цій посаді рік. З 2007 по 2008 рік працювала адвокатом у McGuireWoods. 2009 року вступила на державну службу як помічник федерального прокурора в офісі суду Східного округу Вірджинії. З 2015 по 2016 рік виконувала спеціальні завдання як головний помічник федерального прокурора у кримінальному відділі Міністерства юстиції. Пізніше до 2021 року була заступником начальника кримінального відділу Східного округу Вірджинії. 2019 року відзначена Міністерством за виняткову службу.
У березні 2021 року сенатори Тім Кейн і Марк Ворнер рекомендували Абер та ще одного кандидата Білому дому на посаду федерального прокурора Східного округу Вірджинії. 10 серпня президент Джо Байден висунув її. 30 вересня її кандидатуру прийняли до розгляду, а 5 жовтня підтвердили в Сенаті шляхом голосування. Приведена до присяги 12 жовтня федеральним суддею Марком Стівеном Девісом і суддею Марі Ганною Лаук. За час свого перебування на посаді зробила великий внесок у боротьбу з насильницькою злочинністю, зокрема, 2022 року з її ініціативи запустили програму з профілактики виникнення вуличних банд Ceasefire Virginia. Також розслідувала виток ЦРУ справи проти керівників компанії Eleview International Inc., контрабанду американських технологій, що вивозили в РФ, і брала участь у першому кримінальному переслідуванні учасників російського вторгнення проти України за військові злочини (викрадення і тортури) проти громадянина США. У зв'язку з обранням Дональда Трампа на другий термін 20 січня 2025 подала у відставку.
22 березня 2025 року о 9:18 ранку за місцевим часом знайдена мертвою у власному будинку в Александрії в штаті Вірджинія, причина смерті не розголошувалась. Друг сім'ї повідомив CBS News, що її смерть «імовірно стала результатом давньої проблеми зі здоров'ям».